# 大灣里 (臺南市學甲區)
大灣里是臺灣臺南市學甲區的一個里，名稱得自境內的聚落大灣:74。該里是2006年2月1日，由文化里與大安里合併而成。

## 沿革
大灣里的前身是日治時期的學甲庄改制成學甲鄉時，從學甲十保和學甲十一保改成的文化村及大安村:74。在學甲鄉於民國57年（1968年）升格為學甲鎮時，這兩村也改制為里:74。
文化里的範圍大致是現今大灣里臺19線以東、大灣中山堂以北、中山堂南邊小巷以東的部分:74。反之則是大安里的部分:74。文化里的名稱由來不明，大安里的名稱由來則據說來自於大灣的諧音:74。
民國95年（2006年）2月1日，文化里與大安里合併，以聚落為名成立大灣里。

## 設施
- 大灣清濟宮：大灣的庄廟，主祀開基禹王和保生大帝。
- 陳球仁興宗祠：過去曾以「陳球宗祠」為名，在考據陳球、陳仁、陳興是三兄弟後，宗祠在1989年更名[5]。有化石爺爺之稱的陳春木據說也來自此家族[5]。